# 艾米爾·庫斯杜力卡
艾米爾·库斯图里察（1954年11月24日—），是一名塞爾維亞的電影導演。他曾兩度奪得坎城影展金棕櫚獎，也獲得法國藝術及文學勳章。同時，他也是搖滾樂團「艾米爾·庫斯杜力卡與禁止吸煙樂團」的樂隊成員。

## 生平

### 早年
艾米爾·库斯图里察出生於南斯拉夫波士尼亞與赫塞哥維納的塞拉耶佛，其家庭有穆斯林背景，父母分別是Murat Kusturica（一位替波斯尼亚和黑塞哥维那政府工作的記者）與Senka Numankadić（一位法庭秘書），他是家中的獨生子。
库斯图里察在1978年從布拉格表演藝術學院電影學院畢業後，他開始執導電視短片。

### 1980年代
他在1981年首次執導劇情片《你還記得杜莉貝爾嗎？》，並贏得該年度的威尼斯影展最佳首部作金獅獎。1985年，他的第二部劇情片《爸爸出差時》便贏得坎城影展金棕櫚獎，並入圍奧斯卡最佳外語片獎。《你還記得杜莉貝爾嗎？》與《爸爸出差時》兩作都有劇作家阿卜杜拉·西德蘭的參與。
1989年他的作品《流浪者之歌》入圍坎城影展金棕櫚獎，並獲坎城影展最佳導演獎，電影描述羅姆人（又稱吉普賽人）社群文化與羅姆人青年遭到剝削的故事。
從1981年到1988年，他在塞拉耶佛表演藝術學院（Akademija Scenskih Umjetnosti）及露天舞台奧巴拉（Otvorena scena Obala）分別擔任講師及藝術總監。

### 1990年代
库斯图里察在1990年代繼續產出受到高度評價的電影。1993年的荒誕喜劇作品《夢遊亞利桑那》，是他首部在美國製作的電影。1995年，根據著名塞爾維亞劇作家杜尚·科瓦切維奇的劇本改編的黑色喜劇史詩電影《地下社會》，使他第二度獲得金棕櫚獎殊榮。。
1998年，他以電影《黑貓白貓》贏得了威尼斯影展銀獅獎，劇情描述一個居住在多瑙河沿岸的羅姆人。電影的配樂則是由貝爾格萊德樂團「禁止吸煙樂團」來作曲。

### 2000年以後

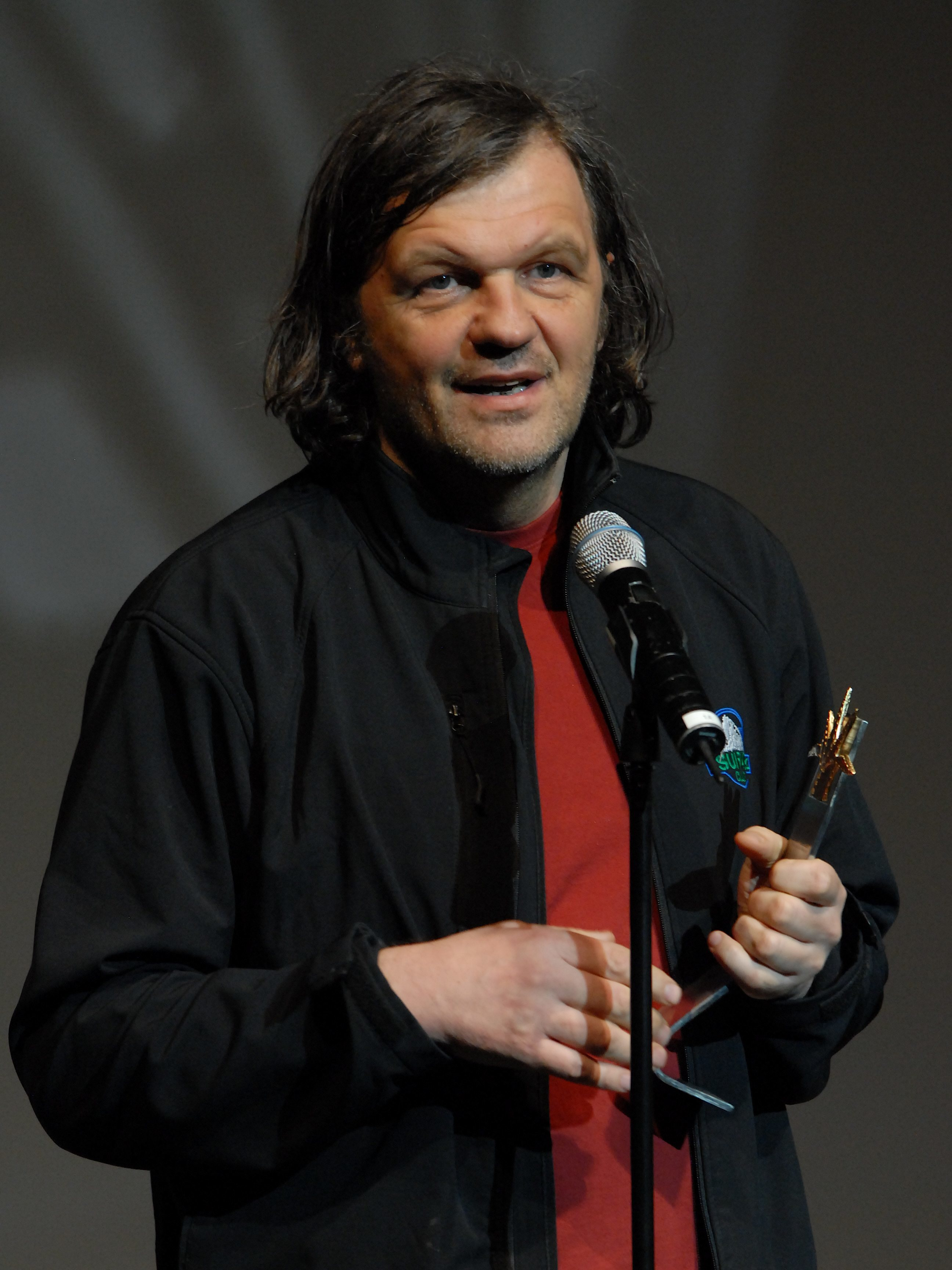
2009年

库斯图里察在2001年執導《巴爾幹龐克》，這是一部關於禁止吸煙樂團的紀錄片與演唱會電影，在電影中他是樂隊的成員之一。他在2005年受邀擔任坎城影展競賽長片評審團的主席。
2007年他的電影《請對我承諾》於坎城影展首映。同一年5月，他為阿根廷足球明星馬拉度納拍攝紀錄片《馬拉度納：库斯图里察球迷日記》於義大利首映，該片在2008年坎城影展上於法國首映。
库斯图里察在2007年12月中旬宣佈成立庫斯滕多夫國際影展，首屆影展於2008年1月14日至21日間舉行。庫斯滕多夫是库斯图里察為了拍攝於2004年上映的電影《生命是個奇蹟》所建造的村落，又稱為「木頭村」，位於塞爾維亞的烏日策。库斯图里察本人也長居於此。
電影之外，库斯图里察在2007年創作歌劇《流浪者之歌》，並於2007年6月在巴黎巴士底歌劇院首映。2007年7月他為歌手瑪奴喬執導單曲《Rainin In Paradize》的音樂錄影帶。库斯图里察在2007年9月8日與安娜·伊万诺维奇、耶萊娜·揚科維奇與亞歷山大·喬爾傑維茨一起成為聯合國兒童基金會塞爾維亞國家大使。

### 作為演員
在導演工作之外，库斯图里察也作為演員參與電影演出。2000年，他在法國導演派提斯·勒貢執導的電影《雪地裡的情人》中首次扮演要角。2002年，他在愛爾蘭導演尼爾·喬丹執導的電影《義賊鮑伯》中飾演一位電吉他音樂家。

## 爭議
库斯图里察本人與他的電影，在經歷南斯拉夫解體的過程中，面臨很多政治相關的爭議。库斯图里察的個人族群認同和皈依東正教的選擇，遭到來自其出身地波士尼亞與赫塞哥維納一些人士的抨擊。1995年的電影《地下社會》在奪得坎城影展金棕櫚獎榮譽的同時，編劇杜尚·科瓦切維奇的立場、以及部分資金來自塞爾維亞國家電視台，也引發了各界的議論。該片劇情影射了南斯拉夫的歷史，一些批評家聲稱库斯图里察對於第二次世界大戰與南斯拉夫戰爭的觀點親近塞爾維亞。而一些知識分子宣稱，電影包含親塞爾維亞觀點的宣傳。法國哲學家伯納德-亨利·列維則拍攝一部電影批評《地下社會》。

## 家庭
艾米爾·库斯图里察與瑪雅·库斯图里察目前育有二個子女。

## 宗教信仰

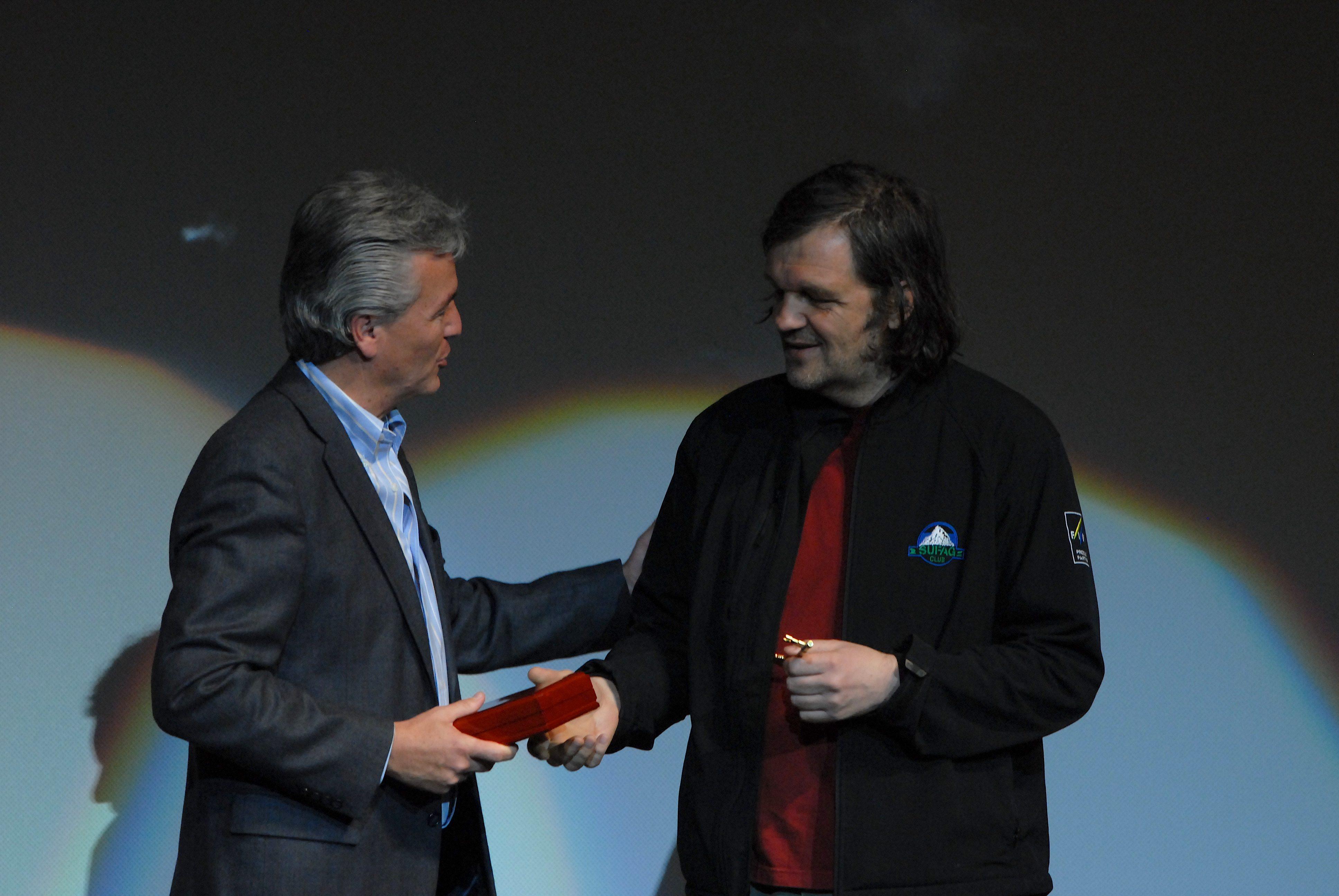
墨西哥瓜達拉哈拉市長Alfonso Petersen在2009年3月贈送市鑰予艾米爾·库斯图里察

艾米爾·库斯图里察在2005年於蒙特內哥羅靠近新海爾采格的薩維納修道院接受塞爾維亞東正教洗禮，並以尼曼雅·库斯图里察（Nemanja Kusturica）的名義成為東正教教徒。

## 政治观点
库斯图里察在2007年塞爾維亞議會選舉中表態支持塞爾維亞總理沃伊斯拉夫·科什图尼察與他所屬的塞爾維亞民主黨。他在2007年也支持塞爾維亞運動團結-科索沃屬於塞爾維亞，反對科索沃單方面脫離塞爾維亞。

## 作品
- 1981年：《你還記得杜莉貝爾嗎？》
- 1985年：《爸爸出差時》
- 1988年：《流浪者之歌》
- 1993年：《亞利桑那夢遊（英语：Arizona Dream）》
- 1995年：《地下社會》
- 1998年：《黑貓白貓》
- 2004年：《生命是個奇蹟》
- 2007年：《請對我承諾》
- 2008年：《馬拉度納：库斯图里察球迷日記（英语：Maradona by Kusturica）》
- 2016年：《牛奶配送员的奇幻人生》